# Wolftrap Mountain
Wolftrap Mountain är ett berg i republiken Irland. Det ligger i den centrala delen av landet. Toppen på Wolftrap Mountain är 487 meter över havet.
Terrängen runt Wolftrap Mountain är huvudsakligen lite kuperad.  Den högsta punkten i närheten är Stillbrook Hill, 513 meter över havet, 2,6 km sydväst om Wolftrap Mountain. I omgivningarna runt Wolftrap Mountain växer i huvudsak blandskog och hed.